# Roger Swerts
Roger Swerts (født 28. december 1942 i Heusden-Zolder) er en tidligere belgisk landevejscykelrytter.